# Kalifornienstrom
Der Kalifornienstrom ist eine kalte Meeresströmung im nördlichen Pazifik. Seinen Namen hat der Kalifornienstrom vom amerikanischen Bundesstaat Kalifornien, dessen Küstenklima er maßgeblich bestimmt.
Der Kalifornienstrom wird durch kühle Auftriebswässer an die Oberfläche verursacht und durch den ablandigen Nordostpassat verstärkt. Er ist Teil des nördlichen pazifischen Kreislaufs. Der Kalifornienstrom verlängert den Nordpazifikstrom von Norden nach Süden entlang der nordamerikanischen Südwestküste und geht anschließend in den Nordäquatorialstrom über.
Der Kalifornienstrom beeinflusst maßgeblich das Klima Kaliforniens. Er bewirkt eine Abkühlung der Jahresdurchschnittstemperatur Kaliforniens gegenüber zum Beispiel Süditalien, das auf dem gleichen Breitengrad liegt, um etwa 6 K. Im Sommer kommt es durch den Kalifornienstrom häufig zur Nebelbildung. Der zu dieser Jahreszeit etwa 15 °C kalte Kalifornienstrom trifft dabei auf das stark erhitzte Festland und löst in der Küstenregion den für Kalifornien typischen Küstennebel aus.